# Eesti Päevaleht (Sverige)
Eesti Päevaleht (Estniska Dagbladet) är en estnisk veckotidning i Sverige.
Den estniska tidningen startade som en särskild estnisk del av Stockholms-Tidningen under åren 1945–1948. När Stockholms-Tidningen blev socialdemokratisk flyttade den estniska avdelningen till Eskilstuna-Kuriren.
När Eesti Päevaleht blev en självständig tidning 1959 fortsatte layout och tryck att göras hos Eskilstuna-Kuriren till början av 2000-talet. 
Långvariga ansvariga utgivare och chefredaktörer har varit Juhan Kokla, Alur Reinans, Ülo Ignats (under åren 1995–2010) och Tiina Pintsaar (2011-2016). Efter chefredaktörer Ülo Siivelt (2017-2017) och Stina Kordemets (2018) fortsätter Tiina Pintsaar. Tidningens redaktion är i Estniska huset på Wallingatan 34 i Stockholm.
Tidningens prenumererade upplaga var år 2013 1551 exemplar. Upplagan översteg därmed gränsen för att få presstöd med 51 exemplar. Från och med år 2018 utgivs tidningen varannan vecka och från och med 2019 endast på digitalt sätt.